# Syndicat national de la presse agricole et rurale
Le Syndicat national de la presse agricole et rurale (SNPAR) est l'organisation française rassemblant les éditeurs de la presse spécialisée dans le domaine agricole, rural ou cynégétique, aussi bien au niveau départemental et régional que national.

## Historique
Né en mars 1945, après plusieurs changements de dénomination, le Syndicat National de la Presse Agricole et Rurale regroupe, en 2018, 108 éditeurs de presse qui publient 147 titres dans cette presse spécialisée, qu'elle soit départementale, régionale ou nationale. Ces 147 publications papier sont également accompagnées d'une cinquantaine de publications en ligne. Avec six autres syndicats, il fait partie de la Fédération nationale de la presse d'information spécialisée. Huit agriculteurs sur dix lisent la presse agricole et rurale. La presse agricole représente vingt quatre millions d'exemplaires vendus par an.
Depuis 2003, chaque année, le SNPAR décerne des Grands prix éditoriaux en cinq catégories (dessin, couverture, dossier, photographie, initiative éditoriale). Tous les deux ans, le SNPAR organise également les Phoebus de la presse agricole et rurale. Cet événement est l'occasion de décerner des Grands prix de la publicité agricole.
En juin 2015, André Dremaux, directeur délégué de l’hebdomadaire Terres et Territoires, devient président du SNPAR. Son mandat est prolongé de deux ans à la suite des élections du conseil d'administration en juin 2017.
En 2017 en marge de son congrès annuel, le SNPAR a organisé pour la première fois un hackathon sur l’information agricole, baptisé Hacka'Presse.
En 2018, le SNPAR lance une nouvelle campagne de promotion de la presse agricole, rurale et cynégétique : "Le Média Connecté à la Terre". Le concept de la campagne repose sur l’utilisation des mots et des codes de l’univers digital pour démontrer que la presse papier dans le monde agricole bénéficie de belles perspectives et que le digital surfe sur les mêmes caractéristiques : géolocalisation, communauté, etc.
En juin 2025, Stéphane Janus, directeur général de L'Est Agricole et Viticole et du Paysan du Haut-Rhin, est élu président du SNPAR, succédant à Jean Ricateau, président du SNPAR depuis 2019.
Le siège social du SNPAR est situé rue Castagnary dans le 15e arrondissement de Paris.